# وكالة الأمن القومي (أرمينيا)
وكالة الأمن القومي لجمهورية أرمينيا (بالأرمينية: Հայաստանի Հանրապետության Ազգային Անվտանգության Ծառայություն ) هي وكالة حكومية لأرمينيا، مسؤولة عن الأمن القومي والاستخبارات.